# スター売ります!
『チャリティーショー スター売ります!』（スターうります）は、1970年7月4日から同年9月26日までNET系列局（一部を除く）で放送されていたNETテレビ（現・テレビ朝日）製作のバラエティ番組である。放送時間は毎週土曜 19:00 - 19:30 （日本標準時）。カラー放送。

## 概要
「有名スターと視聴者の夢とを直に結ぶ」ということが売りの番組。毎回100人の観客がスタジオに集合し、番組主催のオークション（競り市）に参加。通常のオークションと違い、品物ではなくゲスト出演した人気タレント、スポーツ選手ら各界の著名人3人を競りにかけていた。競り落とせた者は、ゲストから家庭もしくは職場で一日サービスを受けることができた。番組は、オークションの模様とゲストが一日奉公する模様のVTRを放送。このオークションで得た収益金は全額社会事業に寄付されることになっており、第一回放送では、この回に得られた18万2000円は当時発生したばかりのペルー北部の大地震（アンカシュ地震、1970年5月31日発生）の被災者へ送られた。この番組構成について「慈善ドレイ市」という言葉で表現したものもあった。
司会は砂塚秀夫が務めていたがわずか2回で降板し、第3回からの司会は藤村有弘が務めていた。

## 競り市にかけられたゲスト一覧
| 回数 | 放送日        | ゲスト                                       |
| ---- | ------------- | -------------------------------------------- |
| 1    | 1970年7月4日  | ちあきなおみ、辺見マリ、輪島博               |
| 2    | 1970年7月11日 | ジュディ・オング、千昌夫、ザ・ワイルドワンズ |
| 3    | 1970年7月18日 | 横山やすし、仲宗根美樹、横山ノック           |
| 4    | 1970年7月25日 | 加茂さくら、早野凡平、若水ヤエ子             |
| 5    | 1970年8月1日  | 山本リンダ、園まり、ファイティング原田       |
| 6    | 1970年8月8日  | 中尾ミエ、岡田眞澄、川口小枝                 |
| 7    | 1970年8月15日 | 梓みちよ、波島進、ストレートコンビ           |
| 8    | 1970年8月22日 | 大信田礼子、美川憲一、市地洋子               |
| 9    | 1970年8月29日 | 都はるみ、和田浩治、由美かおる               |
| 10   | 1970年9月5日  | ジェリー藤尾、いしだあゆみ、左卜全           |
| 11   | 1970年9月12日 | 坂本九、可愛和美                             |
| 12   | 1970年9月19日 | 金井克子、古今亭志ん馬 (6代目)               |
| 13   | 1970年9月26日 | 川地民夫、日吉ミミ                           |